# Bellaphon Records
Bellaphon Records är ett tyskt skivbolag grundat 1961 med huvdkontor i Frankfurt am Main.